# ناسيف موريس
محمد ناصيف موريس (بالإنجليزية: Nasief Morris)‏ (مواليد 16 أبريل 1981 في كيب تاون - جنوب أفريقيا) لاعب كرة قدم جنوب أفريقي مُسْلِم من أصول ماليزية يلعب حاليا لصالح نادي الدرجة الأولى ريسينغ سانتاندر الإسباني منذ 2009 في مركز قلب الدفاع.

## روابط خارجية
- ناسيف موريس على موقع الاتحاد الدولي (مؤرشف)  (الإنجليزية)
- ناسيف موريس على موقع قاعدة بيانات كرة القدم.إي يو (الإنجليزية)
- ناسيف موريس على موقع ناشيونال فوتبول تيمز (الإنجليزية)
- ناسيف موريس على موقع Soccerway.com (الإنجليزية)
- ناسيف موريس على موقع عالم كرة القدم.نت (الإنجليزية)
- ناسيف موريس على موقع كووورة